# LOVE SPACE
「LOVE SPACE」（ラブ・スペイス）は、山下達郎の楽曲。1977年6月25日に発売されたアルバム『SPACY』収録曲。

## 解説
「LOVE SPACE」は1977年リリースのアルバム『SPACY』収録曲。後に1997年リリースのベスト・アルバム『GREATEST HITS! OF TATSURO YAMASHITA』リマスター版CDにボーナス・トラックとして収録されたほか、後にオールタイム・ベスト『OPUS 〜ALL TIME BEST 1975-2012〜』にも収録された。また、2002年リリースの『SPACY』リマスター版には、以前から要望が多かったというオリジナル・カラオケがボーナス・トラックに収録された。
この「LOVE SPACE」は、『SPACY』収録曲の中で最初にレコーディングされた曲。海外録音だった前作『CIRCUS TOWN』から一転して、セカンド・アルバムではアレンジもスコア書きも全て自身で手がけなければならなくなった。この時代はレコーディング専門の演奏家、いわゆるスタジオ・ミュージシャンを集めてリズムを録り、それにブラスやストリングス、コーラスなどの装飾を施して作品を仕上げるという手法が最も一般的だったので、それまでにも増して編曲という要素が大きなテーマになっていた山下達郎は、自身の要求を満たしてくれるメンバーを選定し、村上秀一・細野晴臣・松木恒秀・佐藤博というライン・アップを思いついた。このメンバーはあくまでも個人的な趣味が反映されたものだったが、この4人でのレコーディングは初めてで特に細野と松木は初対面だったこともあって、山下より彼らのほうが戸惑っていたと知ったのは随分後になってのことだという。後に村上は、初めてスタジオで顔を合わせた時、細野が椅子の上であぐらをかいて弾いていて、それを見た松木から、「“お前、生意気だぞ”って言ってこい」と命じられたという。この曲はライブで演奏しやすいという理由から、16小節のテーマがひたすら繰り返されるという趣向の作品というのを以前から作ってみたくて書き下ろされた。イントロ冒頭の佐藤のピアノのフレーズは、佐藤が本番になっていきなり思いつきで弾き始めたものだという。後に1978年3月8日と9日に、六本木ピット・インで行われたライブの音源が1978年リリースのライブ・アルバム『IT'S A POPPIN' TIME』リマスター版CDにボーナス・トラックとして収録されたほか、同所での1981年3月11日のライブ音源が『JOY –TATSURO YAMASHITA LIVE–』にそれぞれ収録された。

## 評価
雑誌『レコード・コレクターズ』2020年6月号の特集「シティ・ポップの名曲ベスト100 1973-1979」で29位に選出。コメントで柴崎祐二は「超一流の腕達者たちを従え、16小節の疾走感溢れるテーマがループされる構成は、生演奏の喜びを高らかに知らしめているよう。この世に感動的な音楽は多くあれども、明るすぎてなんだか涙が出てくるというのは極めて稀ではないか。そうした印象を作り出しているのは、オケの魅力はもちろん、山下の驚異的な歌唱だろう。世界中を見回しても、ここまで伸びやかかつ強靭なヴォーカル・ワークを見つけることは難しいのではないか」と評している。

## レコーディング
| Words by 吉田美奈子              |
| Music by 山下達郎                |
|                                  |
| © 1977 by FUJIPACIFIC MUSIC INC. |
|                                  |

| 山下達郎 : | - Electric Guitar (Left) & - Background Vocal |

| 村上秀一 : Drums                     |
| 細野晴臣 : Bass                      |
| 松木恒秀 : Electric Guitar (Right)   |
| 佐藤博 : Acoustic Piano              |
| 斉藤ノブ : Percussion                |
| 岡崎資夫 : Alto Sax Solo             |
| 吉田美奈子 : Background Vocal        |
| 多忠明 : Strings Concert Master      |
|                                      |
| 吉田保 : Recording & Mixing Engineer |

## 収録アルバム
| # | タイトル                            | リリース日    | レーベル                  | 規格        | 品番                                                  | 備考 |
| - | ----------------------------------- | ------------- | ------------------------- | ----------- | ----------------------------------------------------- | --- |
| 1 | SPACY                               | 1977年6月25日 | RCA ⁄ RVC                 | LP          | RVL-8006                                              | レーベルはメーカー共通のデザインを使用。 |
| 1 | SPACY                               | 1977年6月25日 | RCA ⁄ RVC                 | CT          | RCJ-1525 (JPKI-1066)                                  | - カセット同時発売 - アナログLPと同内容 |
| 2 | COME ALONG                          | 1980年3月21日 | AIR / RVC                 | CT          | RAT-8003                                              | - コンピレーション・アルバム - カセットのみ発売 |
| 3 | GREATEST HITS! OF TATSURO YAMASHITA | 1997年6月4日  | AIR ⁄ BMG JAPAN           | CD          | BVCR-1541                                             | 山下監修によるデジタル・リマスタリング盤。ボーナス・トラックとして収録。                                                                                                  |
| 4 | SPACY                               | 2002年2月14日 | RCA / BMG FUNHOUSE        | CD          | BVCR-17014                                            | “TATSURO YAMASHITA THE RCA/AIR YEARS 1976-1982”の一枚。本人監修によるデジタル・リマスタリング。ボーナス・トラックにリミックスにより制作されたオリジナル・カラオケを収録。 |
| 5 | OPUS 〜ALL TIME BEST 1975-2012〜    | 2012年9月26日 | MOON / WARNER MUSIC JAPAN | - 4CD - 3CD | - WPCL-11201/4【初回限定盤】 - WPCL-11205/7【通常盤】 | オールタイム・ベスト |